# 콩멩산포각시 사원

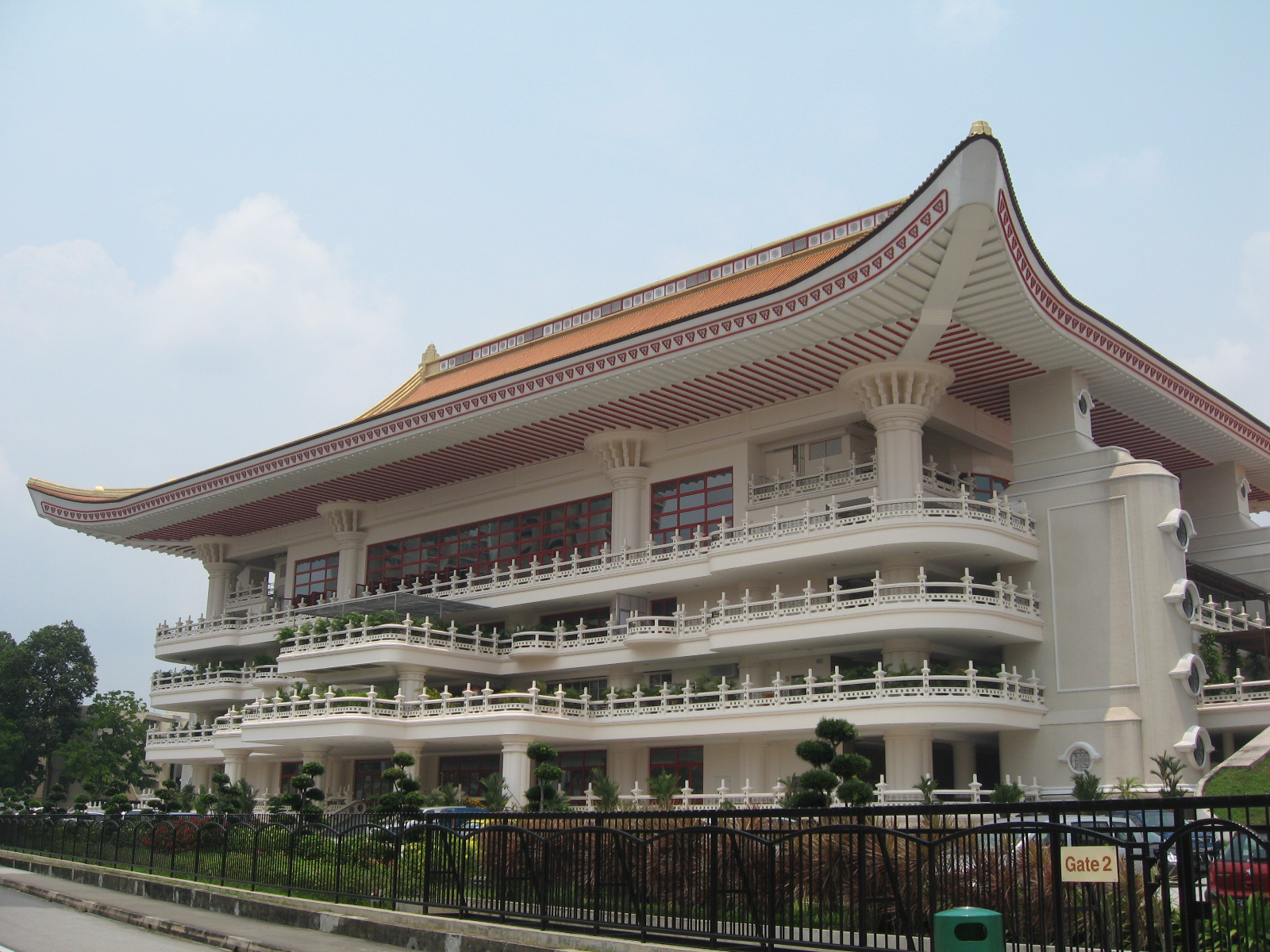

콩멩산포각시 사원(Kong Meng San Phor Kark See Monastery, 중국어: 光明山普覺禪寺)은 싱가포르 비샨(Bishan)에 위치한 불교 사원이다.
싱가포르에서 가장 큰 불교사원 당지 중의 하나로 일반적으로 브라이트 힐 사원으로도 불린다. 사원의 경내에는 전형적인 중국풍의 장식, 불상, 사당들이 조화를 이루고 있고 모자이크로 장식된 거대한 거북이 연못, 평화로운 정원과 독경소리가 고요한 분위기를 돋구어 준다.